# Siats
Siats var ett släkte stora dinosaurier i familjen Neovenatoridae som levde under kritaperioden för omkring 100 miljoner år sedan. De ingår i underordningen theropoder. Typarten och den hittills enda kända arten är Siats meekerorum.
Släktet är känt från "Late Cretaceous Cedar Mountain Formation of Utah", USA. Siats meekerorum kan vara den första Neovenatoridae som upptäckts i Nordamerika och den geologiskt yngsta allosauroid som hittills upptäckts på kontinenten.

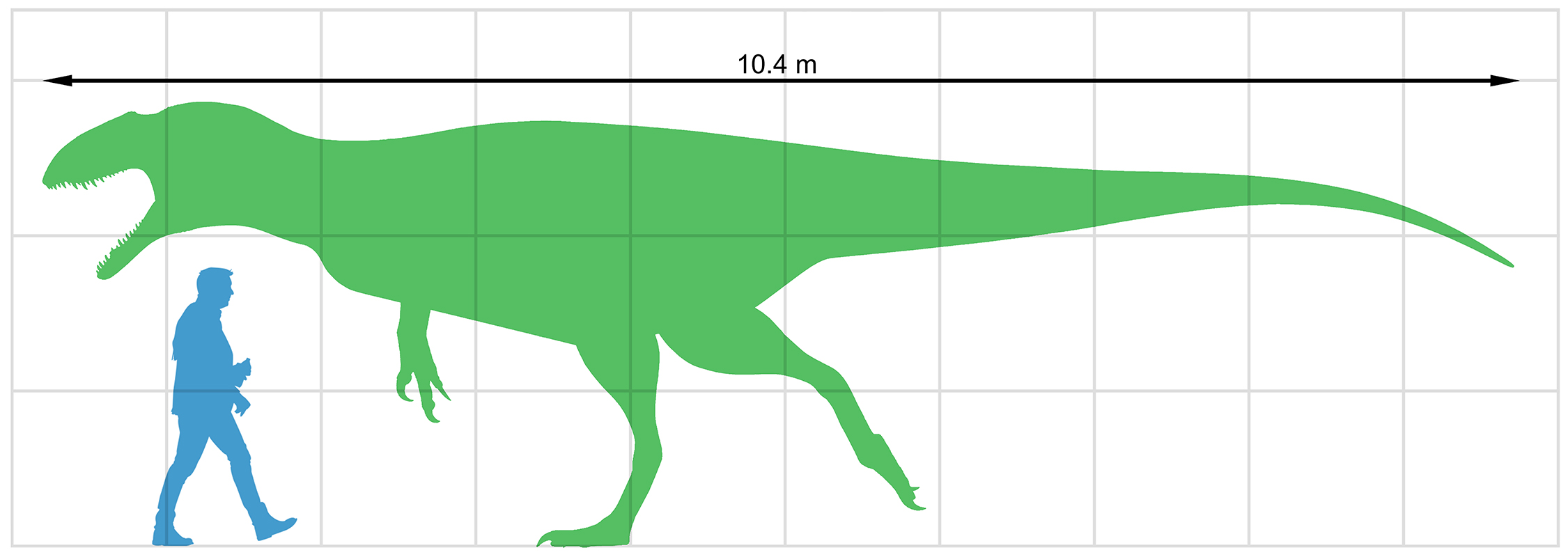
Siats storlek jämfört med en människa.

Siats var stora carnosaurier, rovdinosaurier. Det råder dock viss oenighet kring huruvida de kan räknas till gruppen megaraptora, där flera stora rovdinosaurier ingår, då det finns fynd som pekar på att de hör till olika utvecklingsgrenar.